# エイナル・エングルンド
エイナル・エングルンド（Einar Englund、1916年6月17日 - 1999年6月27日）は、フィンランドの音楽家。20世紀スカンディナヴィアの作曲家では、おそらく最も有名な一人に数えられる。またピアニストとしても活躍した。

## 経歴
スウェーデン、ゴットランド県のリューガム出身。ジャン・シベリウスと同じくスウェーデン系フィンランド人である。1941年までシベリウス音楽院にてベングト・カールソンに作曲を師事。さらにピアノをマッティ・パーヴォラより、指揮法と管弦楽法をレフ・フンテクより薫陶を受ける。第二次世界大戦中の従軍経験から、1946年の《交響曲 第1番》は「戦争」という副題が付けられた。この作品と、1947年の管絃楽曲《エピニキア Epinikia 》（フィンランドのスポーツと文化の祭典の描写音楽）によって激賞される。《ピアノ五重奏曲》などの作品をシベリウスに査読してもらった結果、その推薦状を得て米国に留学し、1948年から49年までタングルウッド音楽センターでアーロン・コープランドに師事することができた。1956年に夫人に先立たれ、後に残された3人の我が子と暮らした。
1957年から81年まで母校シベリウス音楽院に作曲と音楽理論の教師として勤務し、1976年に名誉教授に任命されている。さらにピアニストとしても活躍し、自作の《ピアノ協奏曲》を演奏しただけでなく、軽音楽やジャズの世界でも演奏活動に取り組んだ。
最晩年はかなり穏やかに過ごしながら、様々な機会に応じて、数多くの委嘱作品を手懸けた。83歳の誕生日から10日後に郷里で死去。
エングルンドの作品のうち、交響曲が7つあり、そのほとんどが副題付である。《第1番「戦争交響曲」 Sotasinfonia 》（1947年）、《第2番「クロウタドリ交響曲」 Mustarastassinfonia 》（1948年）、《第3番「バルバロッサ」Barbarossa 》（1969年～71年）、《第5番「フィンランド風」 Fennica 》（1977年）、《第6番 Aforismeja 》（1984年、ヘラクレイトスによる合唱交響曲）である。弦楽器と打楽器のための《交響曲 第4番「ノスタルジア」 Nostalginen 》は、ショスタコーヴィチの追悼に捧げられている。無題の《交響曲 第7番》は、1988年に完成された。
エングルンドはその他に2曲のピアノ協奏曲を作曲しており、なかでも《第1番》（1955年）は、セリム・パルムグレンの《協奏曲第2番》と並んで、フィンランドのピアノ協奏曲の中でも屈指の名作に数えられている。この他に、《チェロ協奏曲》（1954年）、《ヴァイオリン協奏曲》（1981年）、《フルート協奏曲》（1985年）、《クラリネット協奏曲》（1991年）のような一連の協奏曲がある。純粋器楽ではほかに室内楽があり、とりわけ《ピアノ五重奏曲》（1941年）、《弦楽四重奏曲》（1985年）、《管楽五重奏曲》（1989年）が重要である。ほかに、マックス・フリッシェの戯曲『万里の長城』への劇付随音楽（1949年）や映画音楽「トナカイ」のような機会音楽もある。
エングルンドの作品は、様式的に新古典主義音楽に数えられる。部分的に不協和な和声が形成されているものの、調性の枠組みから訣別してはいない。ストラヴィンスキー、ヒンデミット、プロコフィエフ、ショスタコーヴィチの影響は明らかで、後にバルトークにも影響された。エングルンドは管弦楽曲の卓越した作曲家であり、シベリウスやマデトーヤと並んでファインランドの最も重要な交響曲作家であった。声楽曲はさほど顧慮されず、室内楽曲は晩年になってようやく打ち込んでいる。1950年代からフィンランドの作曲界が十二音技法や音列技法に傾く頃、エングルンドは、愛する妻の死も相俟って、沈黙する。かつてフィンランド音楽の革新者と見なされていたエングルンドが、今や時代遅れの作曲家と呼ばれるようになったのである。エングルンドが社会に対して勢いを取り戻したのは1971年以後のことであり、《交響曲 第3番》は作曲者自身が代表作として評価している。

## 文献
- Englund, Einar: "I skuggan av Sibelius." Söderstrom & Co. Förlags Ab 1996
- Kimmo Korhonen: "Finnish Orchestral Music 2." Finnish Music Information Centre 1995
- White, John David [Ed]: "New Music of the Nordic Countries." Pendragon Press 2002
- Hillila, Ruth-Esther & Blanchard Hong, Barbara: "Historical dictionary of the music and musicians of Finland." Greenwood Press 1997